# The Elder Scrolls II: Daggerfall
The Elder Scrolls II: Daggerfall is het tweede deel uit de computerspelreeks The Elder Scrolls, ontwikkeld door Bethesda Softworks. Het spel werd uitgebracht voor MS-DOS in 1996.

## Spelwereld
Zoals de meeste andere Elder Scrolls spellen speelt Daggerfall zich af op het continent Tamriel.
Daggerfall is tot op heden het meest uitgebreide spel in de Elder Scrolls-serie: de spelwereld is 414.000 km² groot (bijna 2 keer de oppervlakte van Groot-Brittannië), bevat 15.000 dorpen, steden en dungeons en wordt bevolkt door 750.000 non-player characters (NPC's). De spelwerelden van de sequels The Elder Scrolls III: Morrowind en The Elder Scrolls IV: Oblivion hebben een oppervlakte van respectievelijk 16 en 25 km² en worden bevolkt door een duizendtal NPC's.

## Kenmerken
Het belangrijkste kenmerk aan Daggerfall is de vrijheid die de speler bezit; men kan het spel op vele manieren spelen zonder het ooit echt "uit te spelen".
Andere kenmerken zijn o.a.:
- de mogelijkheid om huizen en schepen te kopen;
- de mogelijkheid om zelf toverspreuken te maken;
- de mogelijkheid om in een vampier of weerwolf te veranderen;
- de vele verschillende gildes, ordes en religies waarbij men zich aan kan sluiten.

## Ontvangst
| Beoordeeld door             | Jaar | Score |
| --------------------------- | ---- | ----- |
| Game Revolution             | 1996 | 100%  |
| Gaming since 198x           | 2009 | 100%  |
| PC Player (Denemarken)      | 1996 | 94%   |
| PC Games                    | 1996 | 91%   |
| Computer Gaming World (CGW) | 1996 | 90%   |
| Quandary                    | 1996 | 90%   |
| Gamesmania                  | 1996 | 75%   |
| PC Gameplay (Benelux)       | 1996 | 72%   |
| Power Play                  | 1996 | 72%   |
| Génération 4                | 1996 | 67%   |